# Bloco das Carmelitas
Bloco das Carmelitas é um bloco do Carnaval do Rio de Janeiro, fundado em 1990. Desfila em Santa Teresa, onde fica o Convento de Carmelitas, origem do seu nome.
O bloco foi criado a partir de uma anedota contada por um morador do bairro, que disse ter visto uma freira pular o muro do convento para se misturar aos foliões. Por isso, todo ano são dois desfiles: um na sexta-feira, no início do Carnaval, marcando a data em que a freira fujona cai no samba, e o segundo na terça-feira, quando ela tem a oportunidade de voltar ao convento sem chamar atenção.
Muitos participantes usam fantasias de freira, para que ninguém identifique a fujona.
No ano de 2016, o bloco reuniu cerca de 10 mil pessoas no seu segundo desfile, na terça-feira de Carnaval.